# Arabis cypria
Arabis cypria là một loài thực vật có hoa trong họ Cải. Loài này được Holmboe mô tả khoa học đầu tiên năm 1914.